# ارپینگهم
ارپینگهم (به انگلیسی: Erpingham) یک روستا و محله مدنی در بریتانیا است که در North Norfolk واقع شده‌است. ارپینگهم ۱۰٫۰۸ کیلومتر مربع مساحت و ۷۰۰ نفر جمعیت دارد.